# Витославлицы
«Витосла́влицы» — новгородский музей народного деревянного зодчества, который расположен около Свято-Юрьева мужского монастыря в нескольких километрах от Великого Новгорода, на южном берегу озера Мячино.

## История села
Название «Витославлицы» происходит от села Витославлицы, которое существовало здесь с начала XII по XVIII век. Около 1187 года село было передано новгородским князем Изяславом Мстиславичем своему брату. В 1207 году стало монастырской слободой при Пантелеймоновом монастыре. 
В первой половине XIX века здесь поселилась графиня А. А. Орлова-Чесменская, которая выкупила эту землю у помещиков Семевских.  Сохранился её дом, построенный по проекту архитектора Карла Росси. В 2014 году археологами были найдены следы селища, которые можно связать с упоминанием в XII веке села Витославлицы.

## Создание музея
31 января 1964 года министром культуры РСФСР был подписан приказ «О мерах улучшения охраны памятников деревянного зодчества». Согласно ему, среди прочего, предлагалось создать музей под открытым небом в Новгороде. 5 июня Новгорсовет отвёл территорию бывшей Орловской мызы под обустройство нового музея и решил «считать возможным организацию заповедника на территории Орловской мызы, между дорогой на Юрьево и озером Мячино, близ Юрьева монастыря»
.
Датой основания музея «Витославлицы» принято считать 5 июня 1964 года. Создатель музея — Леонид Красноречьев. Музей под открытым небом начал свою работу 16 мая 1967 года. Он включает в себя древнейшие в России деревянные архитектурные памятники XVI века, жилые и производственные постройки XVIII—XIX веков.
Первой сюда была перевезена церковь Успения Богоматери из приильменьской деревни Курицко, построенная в 1595 году. Первой избой, перевезённой в музей, стала изба М. Д. Екимовой из деревни Рышево.
Музей «Витославлицы» является также площадкой для массовых народных гуляний в традициях дореволюционной России, фольклорных фестивалей, продвижения и поддержки народных художественных промыслов.
Весь комплекс входит в состав Новгородского государственного объединённого музея-заповедника (НГОМЗ).
В 2017 году в рамках совместного проекта Министерства культуры РФ и Международного банка реконструкции и развития «Сохранение и использование культурного наследия в России» начата комплексная реставрация объектов музея и благоустройство территории с восстановлением исторического ландшафта усадебного парка.
В июле 2019 года в музее открылась новая экспозиция «Иконостас церкви Успения с. Никулино Любытинского района», работа над созданием которой велась с 2015 года.

## Галерея музейных зданий

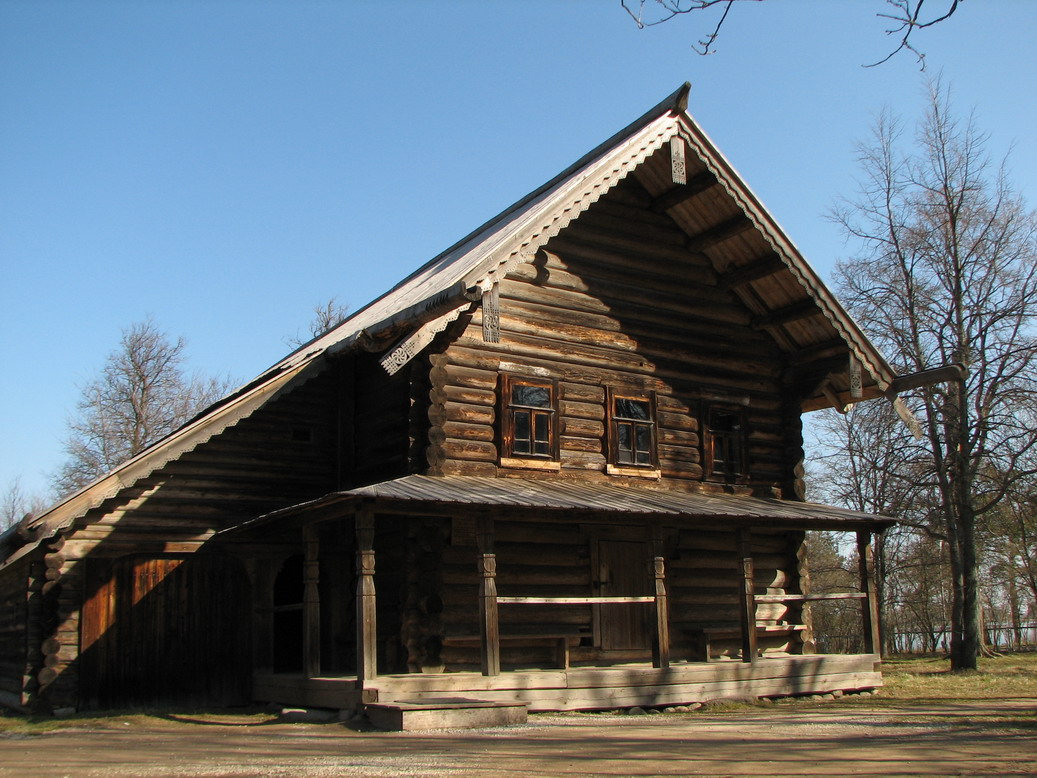
Изба Василия Арсеньевича Туницкого из деревни Пырищи Крестецкого района
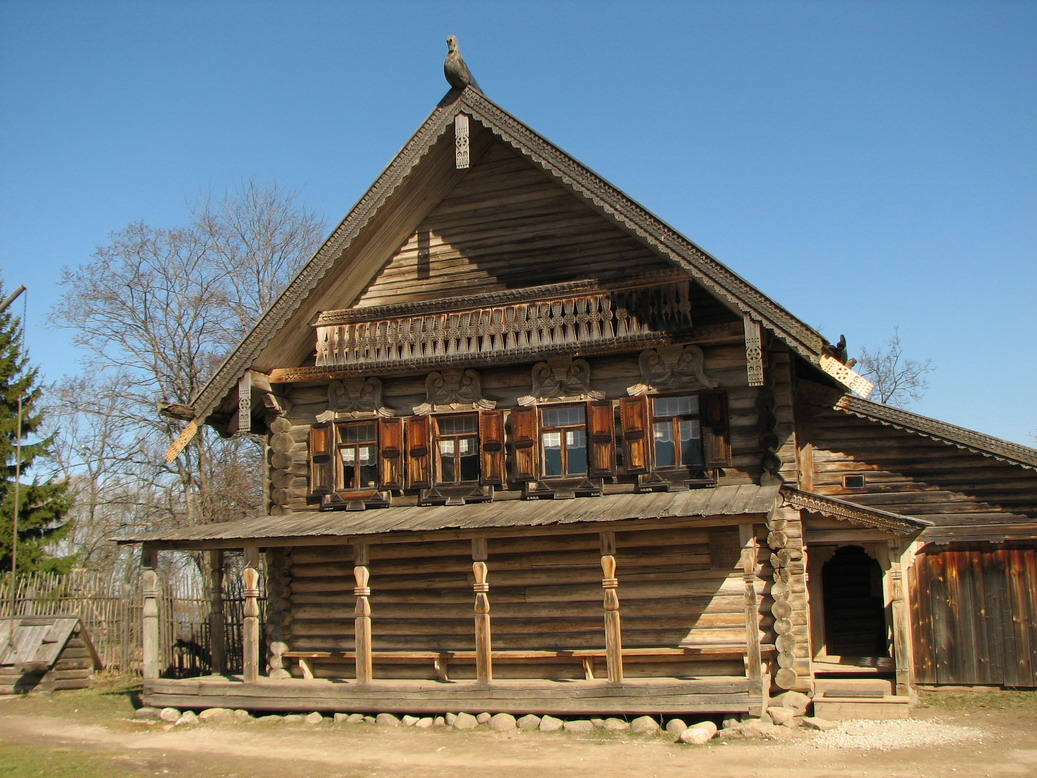
Изба Марии Дмитриевны Екимовой из деревни Рышево Новгородского района
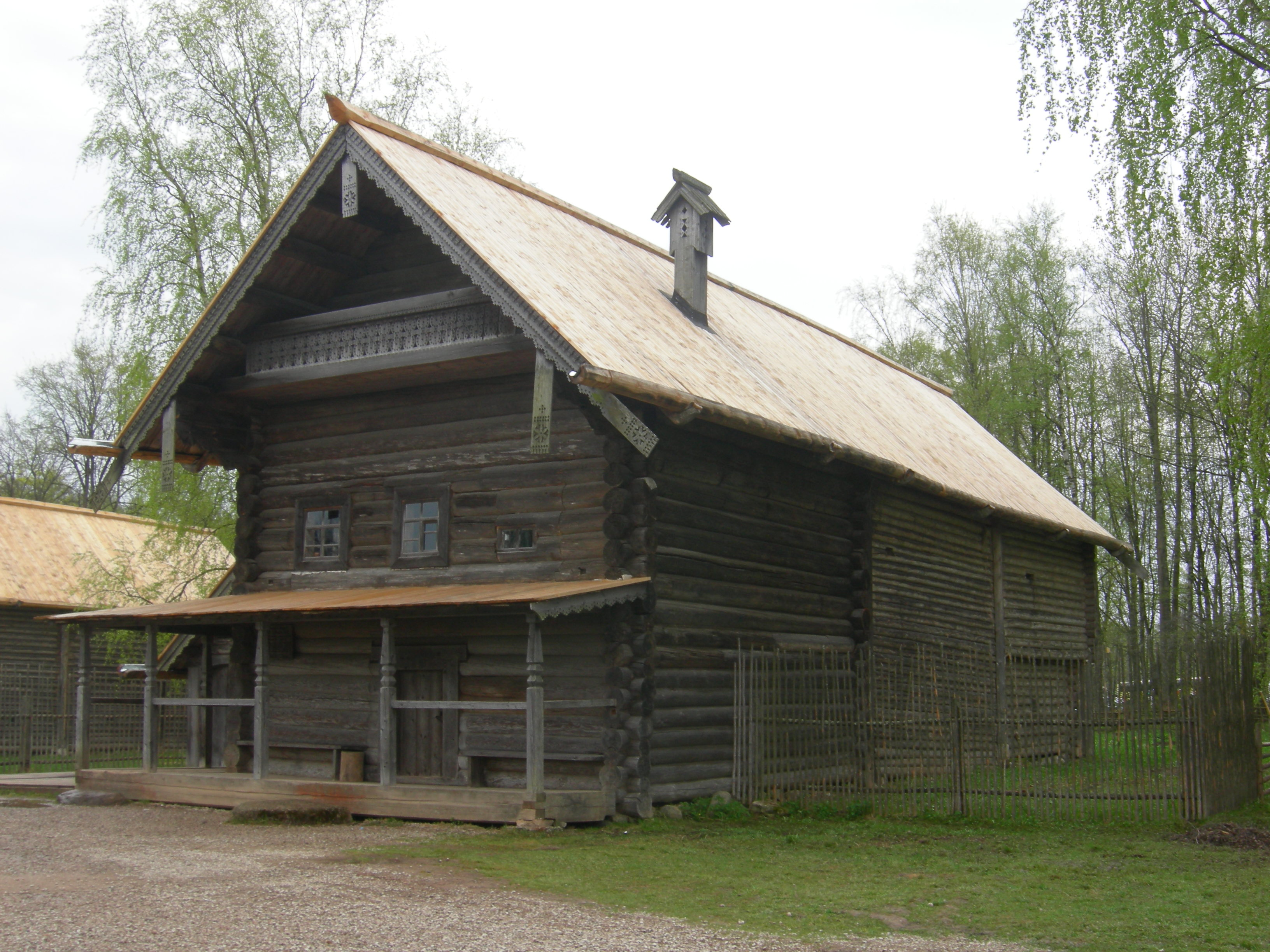
Изба Царёвой из деревни Пырищи
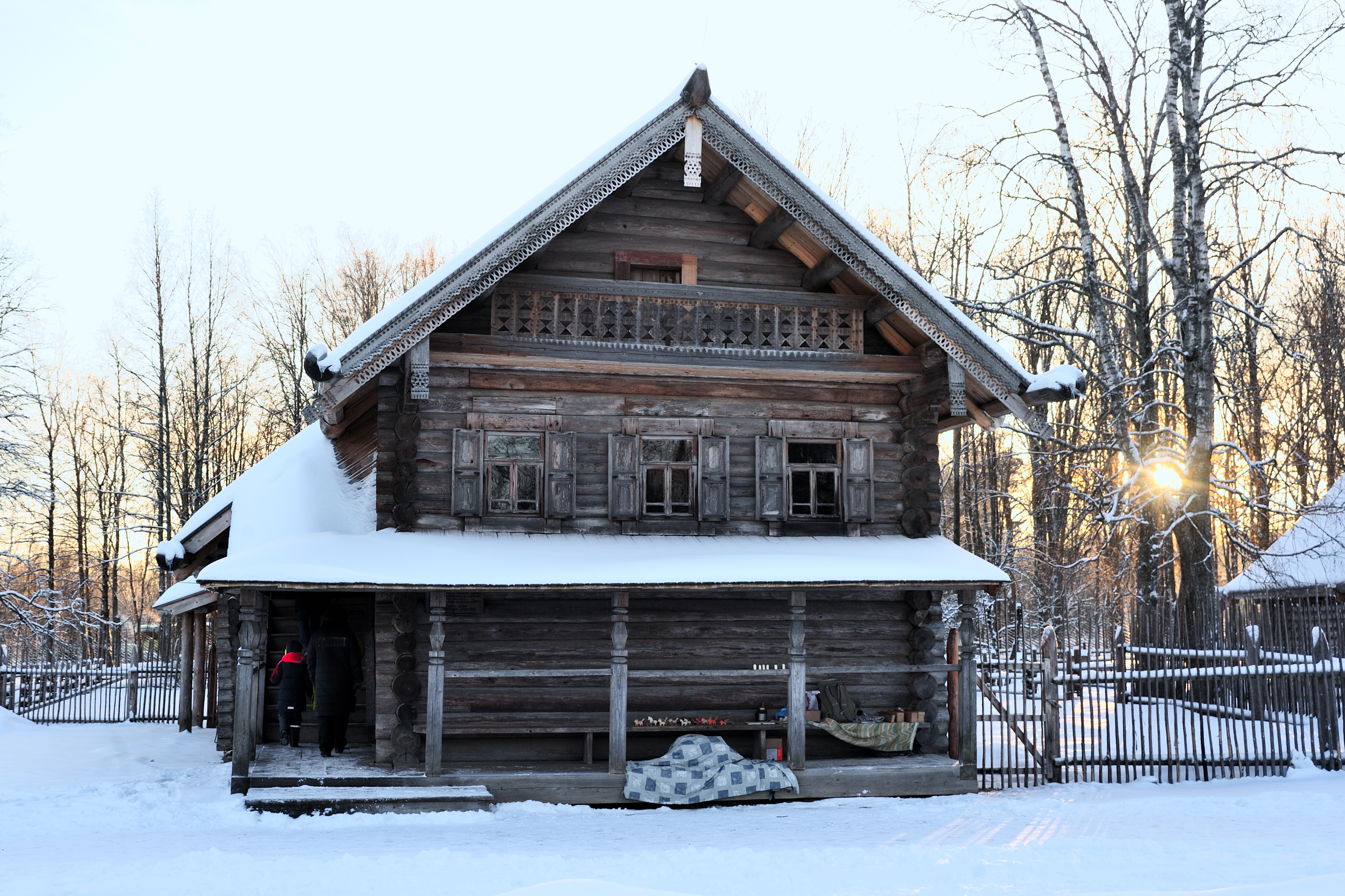
Изба Шкипарева из деревни Частова
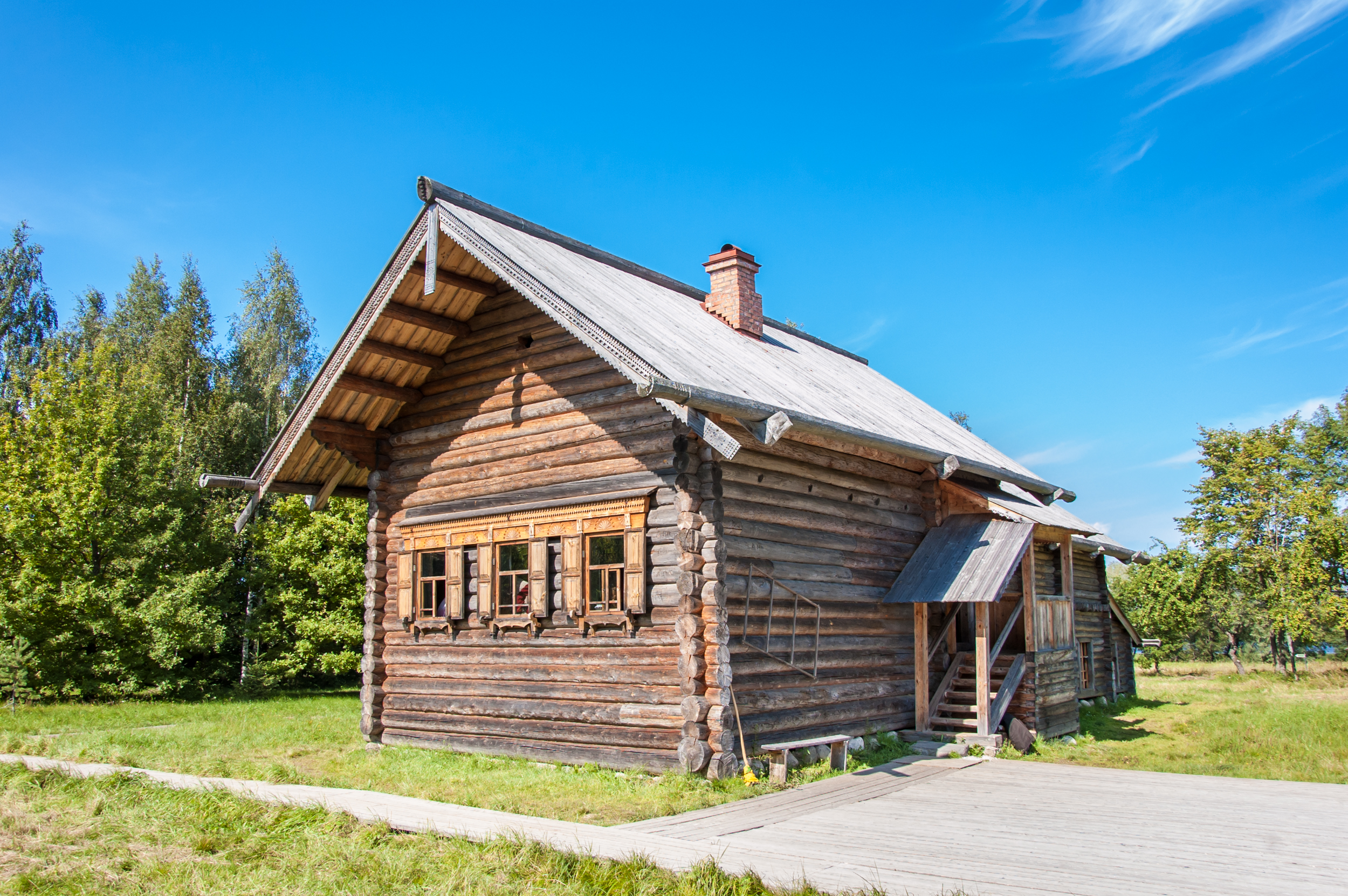
Изба Утёнковой из деревни Усть-Кировское
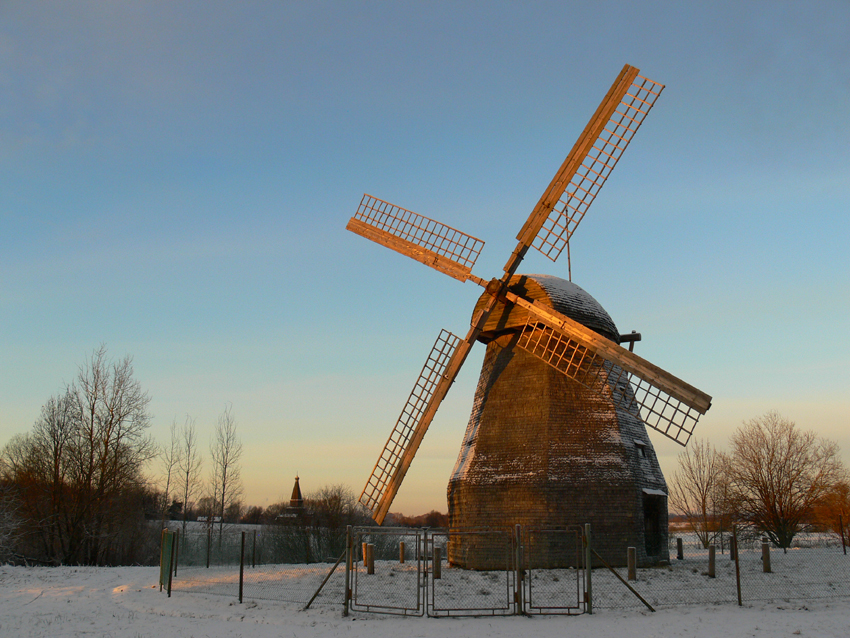
Мельница начала XX века из деревни Ладощина Солецкого района
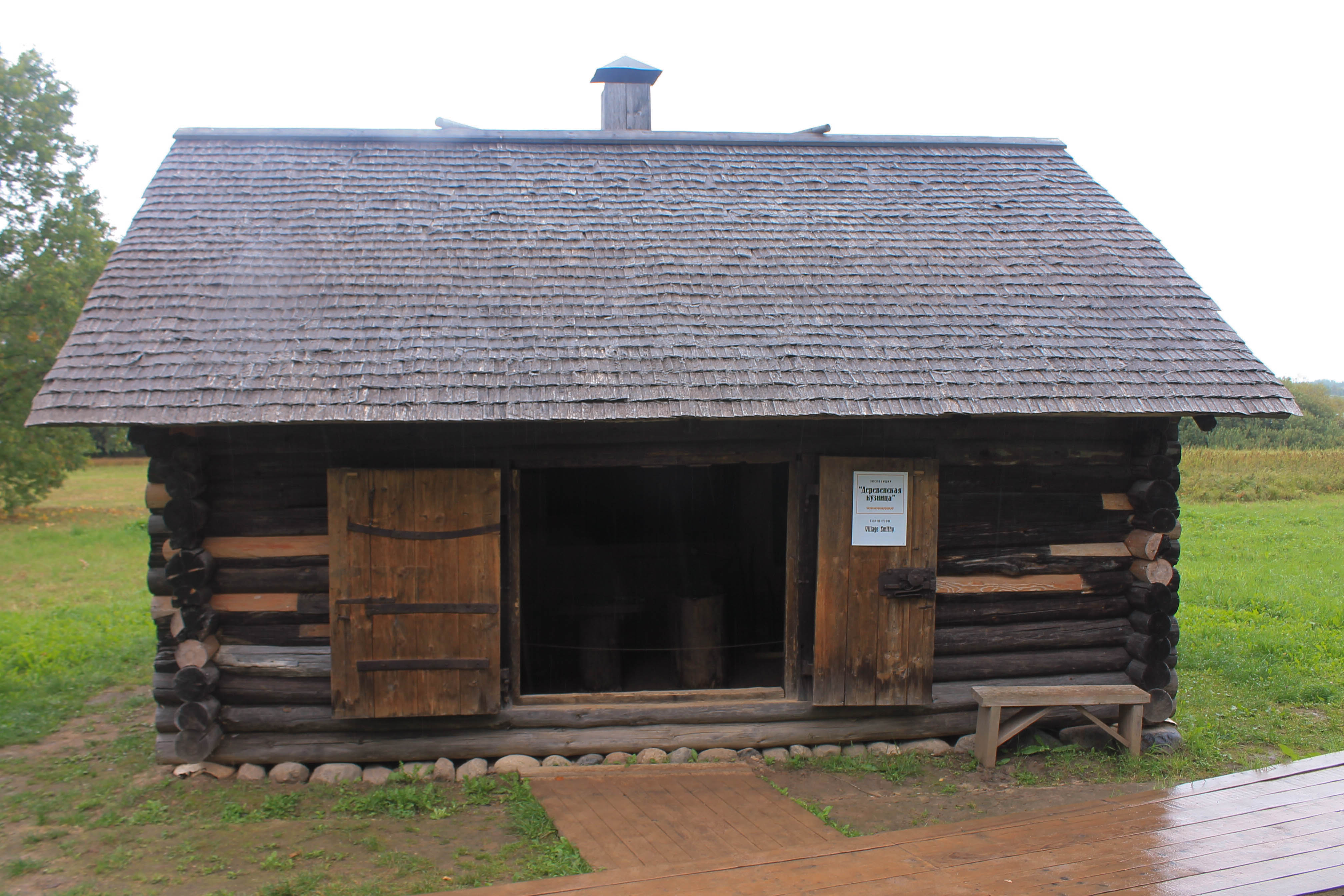
Кузница из деревни Спас-Пископец
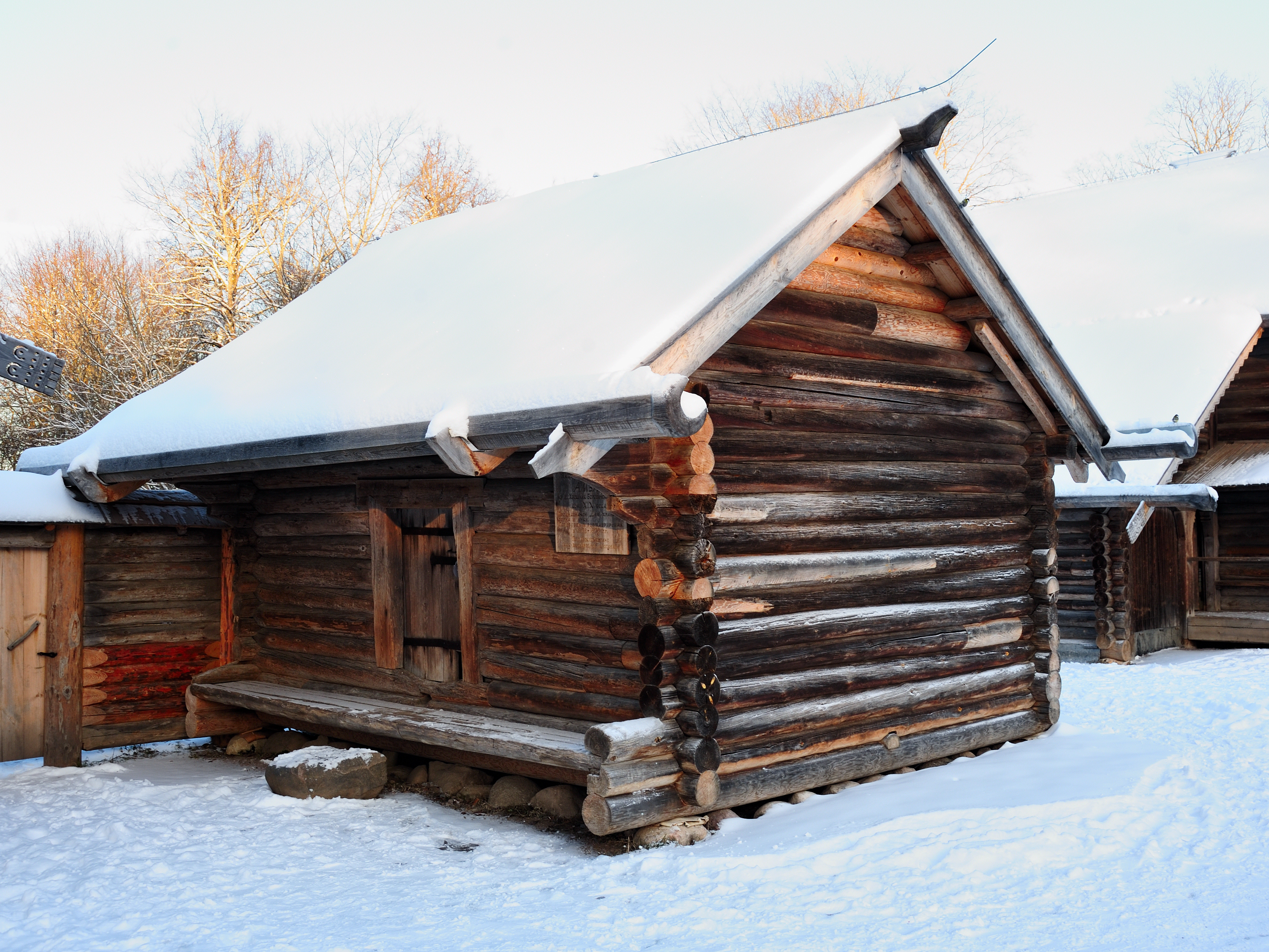
Амбар Алексеевой из деревни Хвощник
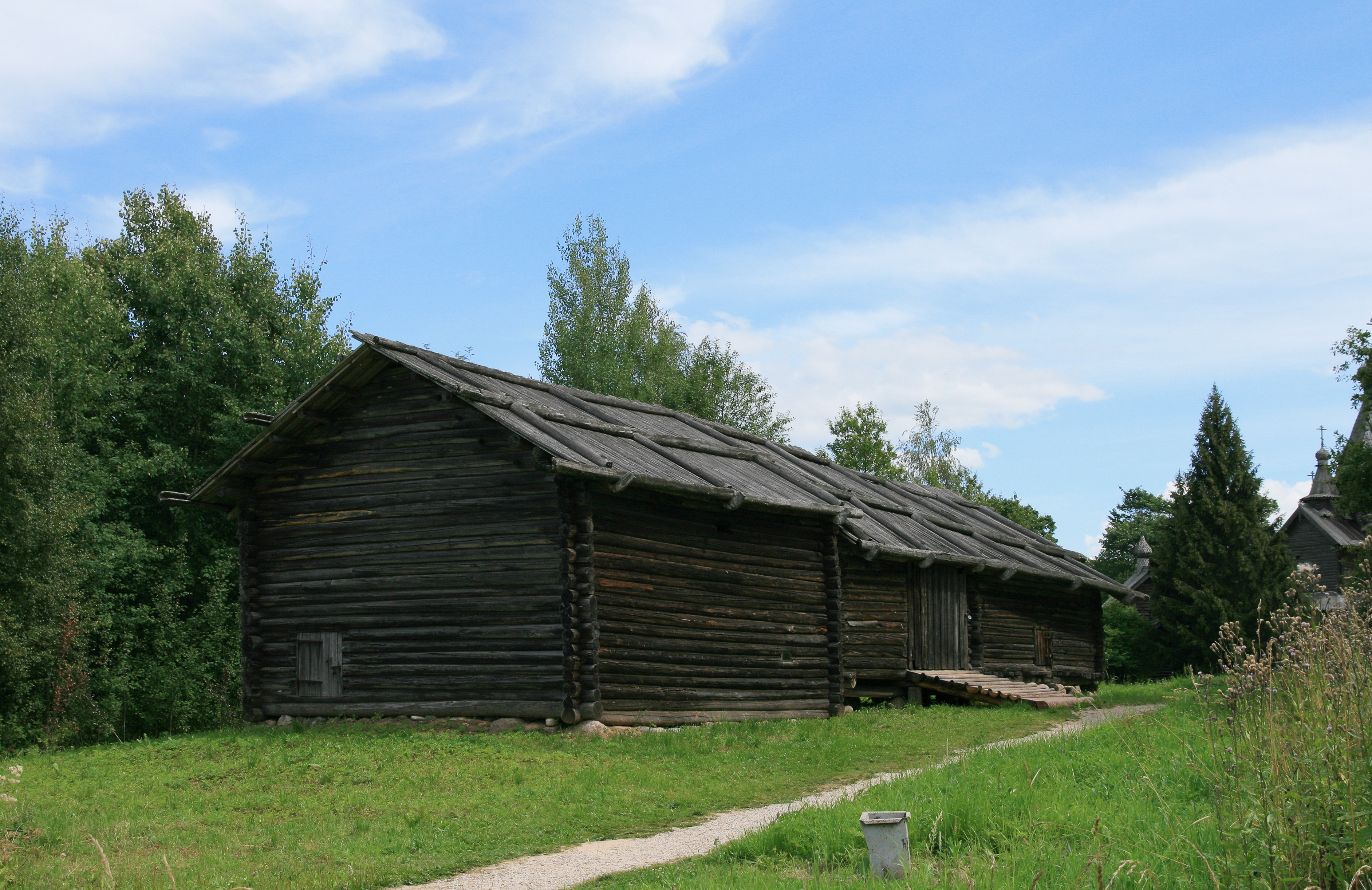
Гумно с ригой из деревни Горбухино
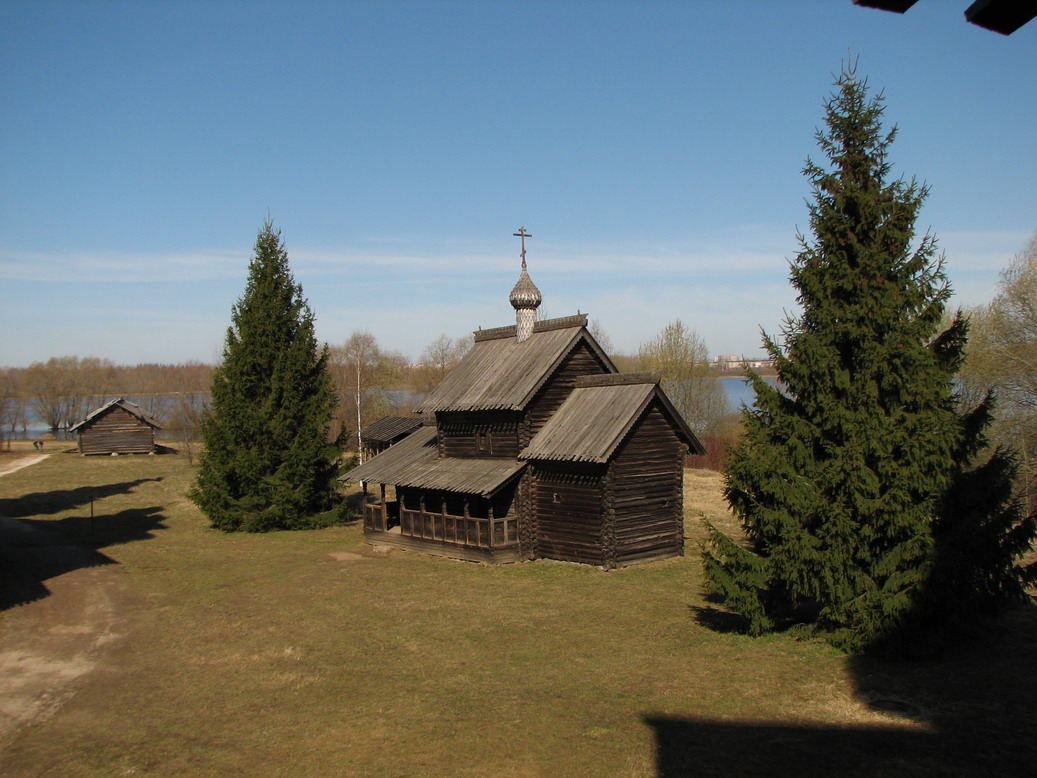
Храм Успения Богородицы 1599 года из села Никулино
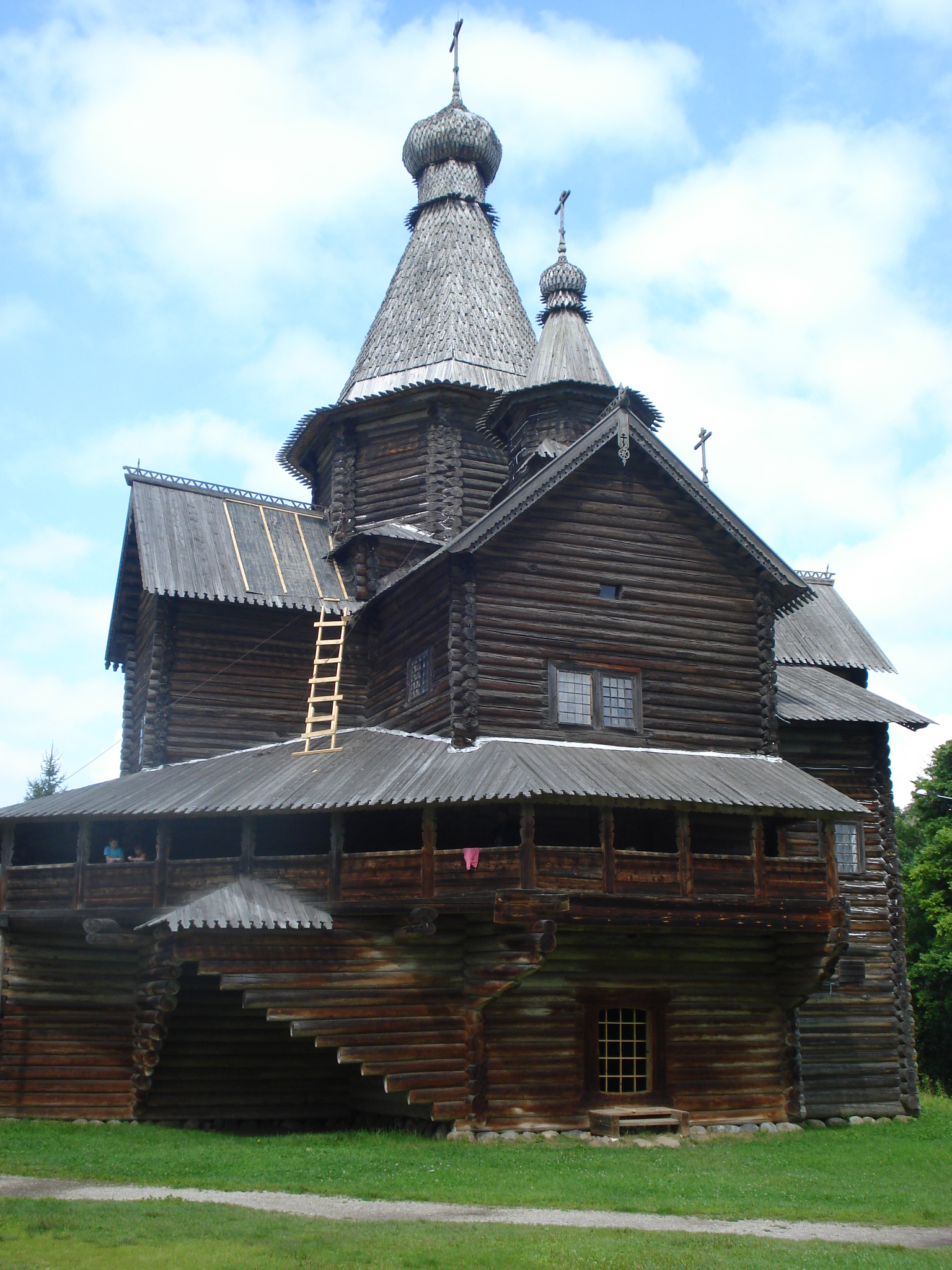
Церковь Рождества Богородицы 1539 года из села Передки Боровичского района
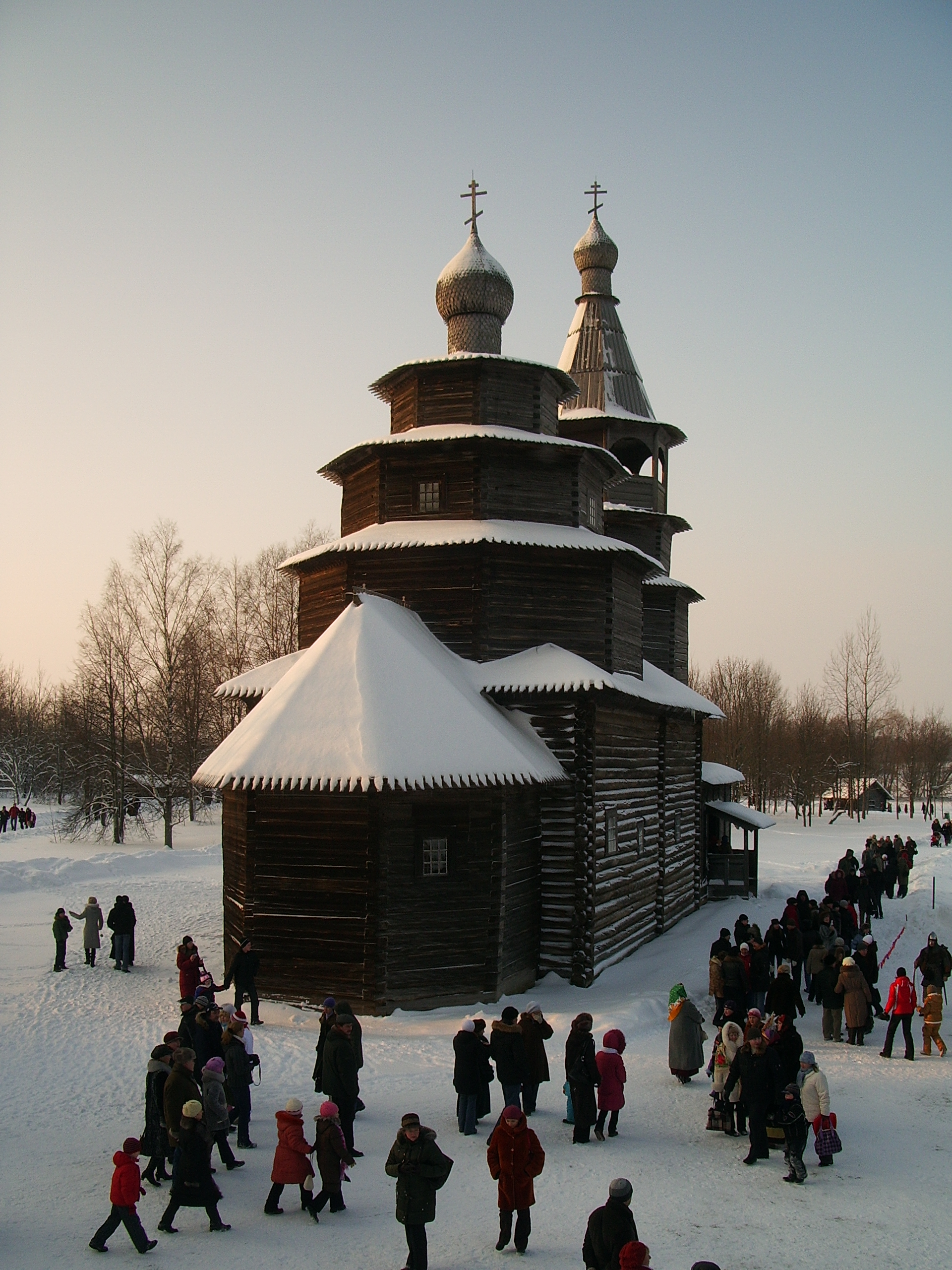
Ярусная церковь Николы 1757 года из деревни Высокий Остров Окуловского района
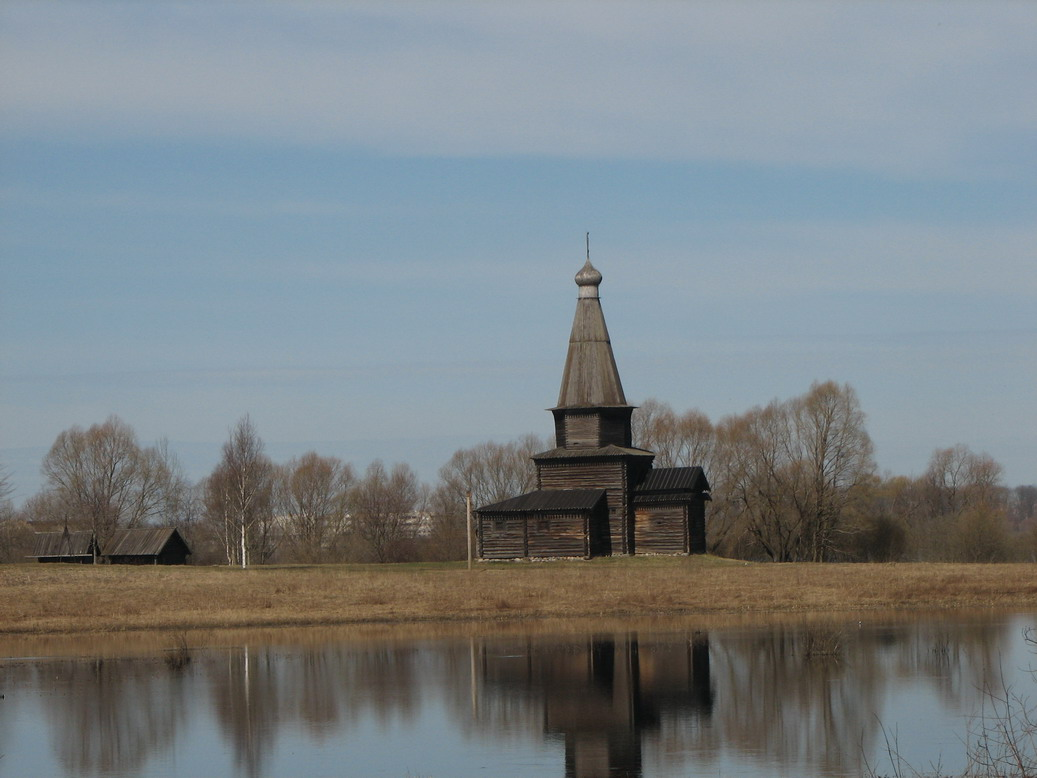
Церковь Успения Богородицы 1595 года из деревни Курицко Новгородского района
Церковь Николы из деревни Мякишево
Церковь Николы из деревни Тухоля
Часовня из деревни Гарь
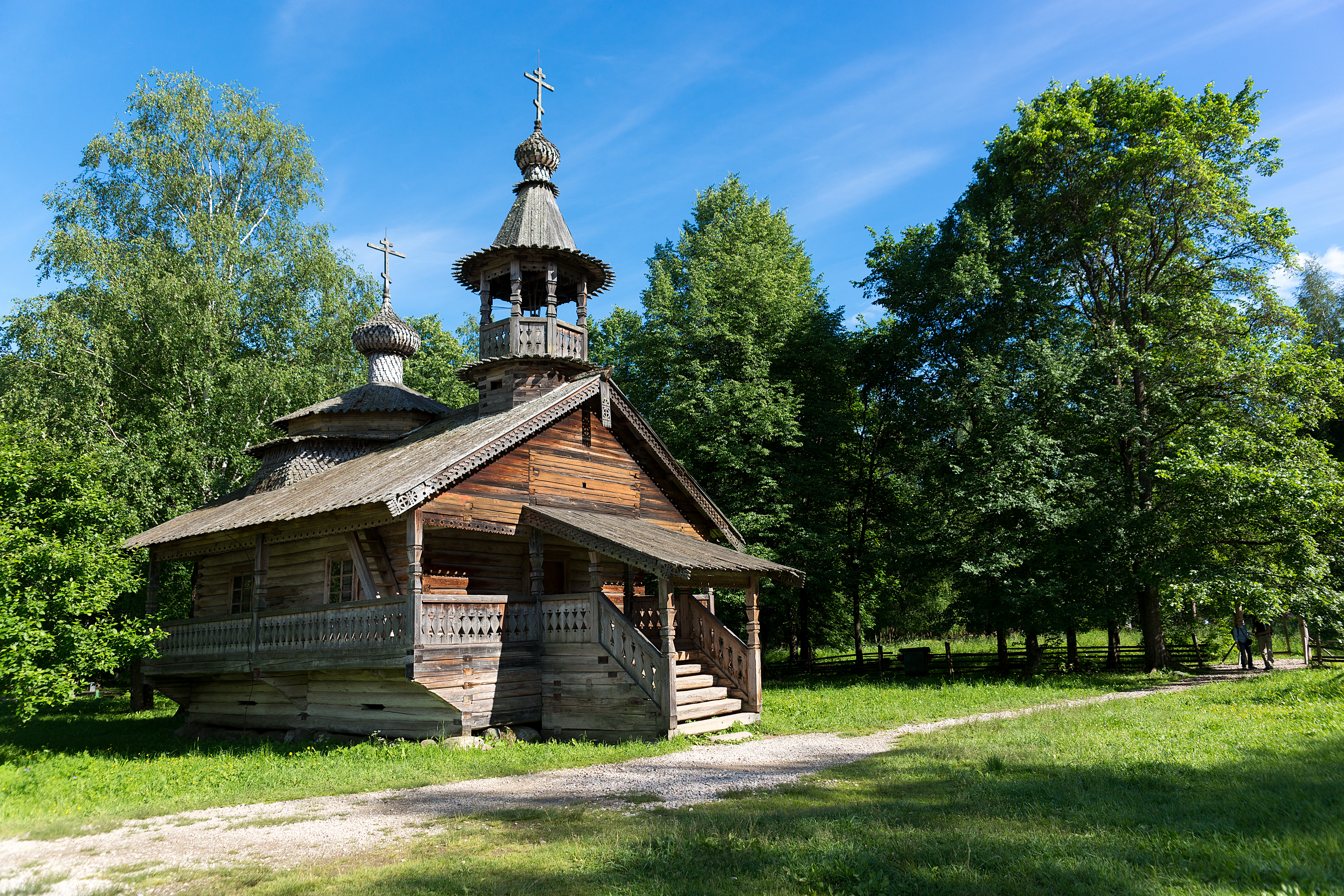
Часовня XVIII века из деревни Кашира Маловишерского района